# Colotois biroi
Colotois biroi är en fjärilsart som beskrevs av Diószeghy 1935. Colotois biroi ingår i släktet Colotois och familjen mätare. Inga underarter finns listade i Catalogue of Life.